# Buresø
 For alternative betydninger, se Buresø (by).
Buresø er en sø beliggende i en tunneldal, umiddelbart sydøst for Slangerup, hvor Allerød, Frederikssund og Egedal kommuner mødes. Tunneldalen, der er dannet under sidste istid løber i øst-vestlig retning og kan følges langs Mølleåen helt til Øresundskysten. Mellem Buresø og den nærliggende Bastrup sø er der et vandskel. Buresø afvander via Græse Å mod vest til Roskilde Fjord, Bastrup sø afvander mod øst til Mølleåen. Buresø med omgivelser er en del af Naturparken mellem Farum og Slangerup.
Dy Plambeck lader sin debutdigtsamling, Buresø-fortællinger, foregå ved Buresø.

## Naturbeskyttelse
Dele af Buresø ligger i naturfredningen Mølleåen - fra Burre Sø til Farum Sø mens nordsiden grænser til fredningen Kedelsø-Langsødalen Søen er en del af Natura 2000-område nr. 139 Øvre Mølleådal, Furesø og Frederiksdal Skov

## Galleri
- Buresø i 2017 - Panorama
- Buresø i 2017